# 全体进步大会党
全体进步大会党（英語：All Progressives Congress，缩写为APC）是尼日利亚的一个政党，成立于2013年2月6日，主要是为准备2015年尼日利亚大选由多个反对党联手组建。该党总统候选人穆罕默杜·布哈里以260万净胜票的优势赢得选举。3月31日，时任总统古德勒克·乔纳森承认败选。这是尼日利亚政治历史上首次出现反对派政党成功在大选中打败执政党，国家权力交接以和平方式完成的情况。此外，全体进步大会党还获得了参议院和众议院的多数席位，但是并没有拿到足以推翻人民民主党杯葛议案能力的绝对多数。

## 组成
该党成立于2013年2月，是尼日利亚三大反对党——尼日利亚行动大会党（ACN）、进步变革大会党（CPC）、全尼日利亚人民党（ANPP）连同全面进步大联盟（APGA）一部分成员结盟的结果，以此对抗执政党人民民主党。合并决议由行动大会党代表汤姆·伊基米，全面进步大联盟代表、参议员安尼·奥库科旺，全尼日利亚人民党合并委员会主席、前卡诺州州长、伊斯兰教学者伊布拉辛·谢卡劳以及进步变革大会党合并委员会主席贾巴·谢胡共同签署。但是，在该党2015年历史性大选胜利之前不到两年的时间里，安尼·奥库科旺、汤姆·伊基米和伊布拉辛·谢卡劳纷纷退出该党，转投人民民主党。
2013年7月31日，全体进步大会党的组党申请得到大选主管机构独立国家选举委员会（INEC）的批准，该党撤回了原来三个党派（尼日利亚行动大会党、进步变革大会党、全尼日利亚人民党）的运营许可。2013年3月曾有报道称另外两个组织——非洲人民大会党（African Peoples Congress）和全体爱国公民党（All Patriotic Citizens）——均向独立国家选举委员会递交过注册申请，且简写均为“APC”，这被认为是意图在2015年大选前阻挠反对党的联合。2013年4月，曾有报道称该党曾考虑更名为尼日利亚全体进步大会党（APCN），以避免节外生枝。
2013年11月，五名时任州长脱离人民民主党，转投全体进步大会党，此外，由于同其他较小的反对党的合并，又有49名议员加入该党阵营。这本来会使全体进步大会党在尼日利亚众议院拥有186个席位，在360个总席位中占微弱多数；但是之后的政治争论，以及来自议会之外政治派别及相关利益人的压力，使得该党最终只增添了37个席位，这使得全体进步大会党拥有172个席位，相比于人民民主党的171席仅有微弱多数优势（但是一些同人民民主党结盟的小党派占有剩余席位）。在2015年1月15日，众议院在长期休会后重启议事，该党共有179名成员出席，这进一步确立了其多数席位。
2014年12月12日-13日，全体进步大会宣布其成为社会党国际的咨询成员。
| 选举年 | 总统            | 总统 | 副总统        | 副总统 | 结果 |
| ------ | --------------- | ---- | ------------- | ------ | ---- |
| 2015年 | 穆罕默杜·布哈里 |      | 耶米·奥新巴乔 |        | 当选 |

在全体进步大会党成立并获得2015年大选胜利之前，穆罕默杜·布哈里曾在2003年和2007年两次作为全尼日利亚人民党（ANPP）的总统候选人参选，并在2011年作为进步变革大会党（CPC）总统候选人参选。

## 政治理念

### 经济
全体进步大会党被认为属于中间偏左政治团体，支持管制市场，政府在经济中发挥积极强力发挥作用。

### 社会
大多数尼日利亚政党都持社会保守主义观点，相较于另一主要政党人民民主党，全体进步大会党被认为更加趋于保守。这一方面是因为该党主要由老一辈尼日利亚政客掌控，以及其主要支持者来自于穆斯林占多数的豪薩人、富拉尼人聚居区。同人民民主党一样，全体进步大会党也主張同性恋刑事化，强烈支持基于道德、宗教、文法之上的社会保守主义。
全体进步大会党更加支持州自治，将建立州警察系统作为自己宣言的一部分。